# Pawieł Fomienko
Pawieł Fomienko (ur. 13 stycznia 1909, zm. ?) – pułkownik, oficer radzieckiego wywiadu wojskowego GRU.
W latach 30. służył w Armii Czerwonej. Przeniesiony do wywiadu wojskowego, od marca 1935 roku pracował w centrali GRU. W 1940 roku pracownik rezydentury GRU w Sztokholmie, od 1941 ponownie w centrali. Pod koniec lat 40., wyjechał do Chin, jako zastępca attaché wojskowego w Pekinie. Od 1957 rezydent GRU w Bonn, od 1961 roku wyższy oficer w centrali. Od połowy lat 70. na emeryturze.